# Edith Widder

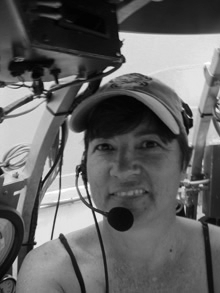
Edith Widder (2009)

Edith Anne “Edie” Widder Smith (geb. 11. Juni 1951 in Arlington (Massachusetts)) ist eine US-amerikanische Ozeanographin und Meeresbiologin.

## Herkunft und Ausbildung
Edith Widder wurde in Arlington als Tochter des Harvard-Mathematikprofessors David Widder und von Vera Widder, die ebenfalls Mathematikerin war, geboren. Sie hatte einen älteren Bruder, David Charles Widder.
Sie absolvierte ein B.S.-Studium in Biologie an der Tufts University bei Boston magna cum laude und schloss ein Masterstudium in Biochemie an der University of California in Santa Barbara an, wo sie schließlich 1982 in Neurobiologie auch promovierte.

## Karriere
Widder war von 1989 bis 2005 leitende wissenschaftliche Direktorin der Biolumineszenz-Abteilung an der Harbor Branch Oceanographic Institution der Florida Atlantic University in St. Lucie County. Sie absolvierte 1984 eine Ausbildung als wissenschaftliche Forschungstaucherin, sie besitzt Lizenzen für Tauchgänge mit dem Panzertauchanzug WASP und für die Ein-Personen-U-Boote  Deep Rover und DeepWorker. Sie führte allein über 250 Tauchgänge in der Tauchkapsel Johnson Sea Link durch.
Als Spezialistin für Biolumineszenz war sie führend an der Erfindung und Ausgestaltung von neuen Instrumenten und Techniken beteiligt, die es Forschern ermöglichen, den Ozean völlig neu zu sehen. Eines dieser Instrumente ist HIDEX, ein Tiefseephotometer (Bathyphotometer), womit die U.S. Navy Biolumineszenz im Ozean misst, ein anderes ist ein ferngesteuertes Kamerasystem mit dem Namen Eye in the Sea (EITS), mit dem unauffällig Beobachtungen in der Tiefsee durchgeführt werden können.
2005 gründete Widder mit anderen die Ocean Research & Conservation Association (ORCA), eine Non-Profit-Organisation, die sich dem Schutz der aquatischen Ökosysteme und der darin lebenden Arten widmet. Durch die Umsetzung komplexer wissenschaftlicher Fragestellungen in technische Lösungen ermöglichte Widders Arbeit ein besseres Verständnis des Lebens im Ozean, was auch zu einem besseren, informierteren Umgang mit den Meeren führen kann. Widder führt ORCA als CEO und Leitende Wissenschaftlerin.
2012 konnte ein Wissenschaftlerteam, dem außer Edith Widder der Zoologe Tsunemi Kubodera und der Meeresbiologe Steve O’Shea angehörten, im Rahmen einer Expedition der Organisation OceanX mit dem Forschungsschiff MV Alucia einen lebenden Riesenkalmar (Architeuthis dux) in seinem normalen Habitat filmen.
2019 gelangen Edith Widder und dem Biologen Nathan J. Robinson vom Forschungsschiff R/V Point Sur der University of Southern Mississippi aus die ersten Lebendaufnahmen eines Riesenkalmars in US-amerikanischen Gewässern.

## Rezeption
Über ihre Forschung unter Einsatz von Tauchsystemen wurden Fernsehproduktionen von BBC, PBS, Discovery Channel und National Geographic ausgestrahlt.

## Auszeichnungen
- 2006 MacArthur Fellowship[22]
- 2015 Roy Chapman Andrews Society Distinguished Explorer Award[23]
- 2018 Explorers Club Citation of Merit[24]
- 2020 Captain Don Walsh Award for Ocean Exploration gestiftet von der Marine Technology Society und der Society of Underwater Technology[25]

## Privatleben
Widder ist mit dem Computer-Ingenieur David Smith verheiratet.

## Veröffentlichungen  (Auswahl)
- mit Michael I. Latz et al.: Marine bioluminescence spectra measured with an optical multichannel detection system in The Biological Bulletin Vol. 165, 1983
- mit Michael I. Latz et al.: Far Red Bioluminescence from Two Deep-Sea Fishes in Science Vol. 225, 1984
- mit S. Johnsen et al.: Thin layers of bioluminescent copepods found at density discontinuities in the water column in Marine Biology Vol. 134, 1999
- mit S. Johnsen: The physical basis of transparency in biological tissue: Ultrastructure and the minimization of light scattering in  J. Theor. Biol. 1999
- Bioluminescence in the Ocean: Origins of Biological, Chemical, and Ecological Diversity in Science Vol. 328, 2010